# Етериум
Етериум (среща се и като етереум, на английски: Ethereum) е публична, блокчейн-базирана, разпределена компютърна платформа с отворен код и операционна система предлагаща интелигентни договори като функционалност.
Етер е криптовалутата, генерирана от платформата Етериум като награда за минните възли за извършените изчисления и е единствената за момента валута, която се приема при плащането на такси за трансакциите.
Етериум е предложен през късната 2013 година от Виталик Бутерин, изследовател на криптовалутите и програмист. Разработването се финансира от проведен онлайн краудфъндинг, който се провежда между юли и август 2014 г. Системата стартира на 30 юли 2015 г. със 72 милиона изсечени койна. Това представлява около 68 % от общия брой етери, които са в обращение през 2019 г.
През 2016 г. в резултат на недостатък в софтуера за смарт контракти на The DAO са откраднати етери на стойност 50 милиона долара. Впоследствие Етериум се разделя на два отделни блокчейна – новата отделна версия става Ethereum (ETH) и кражбата е възстановена, а оригиналният продължава като Ethereum Classic (ETC).

## История
Първоначално Етериум е описан в бяла книга от Виталик Бутерин (на английски: Vitalik Buterin)., програмист и съосновател на Bitcoin Magazine през късната 2013 с цел изграждане на децентрализирани приложения. Бутерин твърди, че биткойн има нужда от скриптов език за разработване на приложения. След като не успява да постигне съгласие с останалите участници в блокчейна на биткойн, той предлага разработването на нова платформа с по-общ скриптов език.
Етериум е обявен на северноамериканската биткойн конференция в Маями през януари 2014 г.
Етериум има необичайно дълъг списък с основатели. Антъни Ди Йорио (на английски: Anthony Di Iorio) пише „Етериум е основан от Виталик Бютерин, мен, Чарлз Хоскинсън, Михай Алисие и Амир Четрит (първоначалните петима) през декември 2013 г. Йосиф Любин, Гевин Ууд и Джефри Уилк са добавени в началото на 2014 г. като основатели. Официалното разработване на софтуерния проект на Етериум започва в началото на 2014 г. чрез швейцарската компания Ethereum Switzerland GmbH (EthSuisse). Основната идея за поставяне на изпълними интелигентни договори в блокчейна трябва да бъде уточнена преди софтуера да може да бъде приложен. Тази работа е извършена от Гевин Ууд, тогава главен технологичен директор в жълтата книга на Етериум (на английски: Ethereum Yellow Paper). Впоследствие е създадена Ethereum Foundation, швейцарска фондация с нестопанска цел. Разработването е финансирано от проведен онлайн краудфъндинг през юли-август 2014 г. като участниците закупуват виртуалната валута на Етериум – етер с друга дигитална валута – биткойн.
Етериум бива реализиран на седем езика за програмиране (C++, Go, Python, Java, JavaScript, Haskell, Rust). Официалният старт на главната мрежа е на 30 юли 2015 г.
Въпреки ранните похвали за техническите иновации в Етериум са повдигнати въпроси и относно сигурността на платформата.

## Характеристики
Както при другите криптовалути валидността на всеки етер се осигурява от блокчейн, който представлява непрекъснато нарастващ списък от записи, наречени блокове, които са свързани и защитени с помощта на криптография. По своята същност блокчейн е защитен от промяна на данните. Това е отворена, разпределена база данни, която записва трансакциите между две страни ефективно, проверимо и без възможност за промяна.

### Етер
Етер е фундаменталния токен (на английски: token) за работа на Етериум. Използва се за да се плати за „газ“, единица за изчисление използвана при трансакциите и други операции в блокчейна. Погрешно тази валута се нарича също Етериум.
Листвана е със символа ETH и се търгува на борсите за криптовалута. Използва се за плащане на такси за трансакции и изчислителни услуги в мрежата на Етериум.

### Сравнение с биткойн
Етериум се различава от биткойн в няколко аспекта:
- Времето за генериране на нов блок е 14 – 15 секунди, в сравнение с 10 минути за биткойн.

- Изкопаването на етер генерира нови койни обикновено с постоянна скорост, като от време на време се променя по време на твърдите вилици (на английски: hard forks), докато при биткойн добивът намалява наполовина на всеки 4 години.

- За доказателство за работа използва Ethash алгоритъм.

- Таксите за трансакции се различават според изчислителната сложност, използвания трафик и използваното пространство за съхранение, докато биткойн трансакциите се конкурират по размер на трансакцията в байтове.

### Снабдяване
Общото предлагане на етер е около 106.7 милиона към 5 юли 2019 г. През 2017 г. добивът генерира 9.2 милиона етера, което съответства на 10% увеличение на общото му предлагане. Понастоящем няма въведена горна граница за краен брой етери, които да бъдат добити.

### Пазари
Етер може да се търгува чрез редовни валутни брокери, борси за криптовалута както и през различните онлайн крипто портфейли.

## Платформа
Етериум позволява на всеки потребител да има два вида сметки. Единия вид е сметка за съхранение на криптовалутата. Другия вид е сметка за „интелигентни договори“ (на английски: smart contracts), която съхранява криптовалутата наред с различна информация и логика, придобита от „Етериум мрежата“, програмирани там от други потребители на системата.

### Интелигентни договори
Интелигентните договори на Етериум са базирани на различни компютърни езици, които разработчиците използват за да програмират собствени функционалности.
Интелигентни договори, изградени върху Етериум, използват децентрализирана виртуална машина, която е в съответствие с така наречената на „машина на Тюринг“. Тя се нарича „Виртуалната машина на Етериум“ (на английски: Ethereum Virtual Machine). Това е частта от протокола, която всъщност изпълнява интелигентните договори или скриптове.
Скриптовете и интелигентните договори за Етериум са написани с използване на нов език за програмиране наречен Solidity. 

### Приложения
Приложенията на Етериум са написани на един от седемте Тюринг завършени езика за програмиране (C++, Go, Python, Java, JavaScript, Haskell, Rust).. Разработчиците ги използват за да създават и публикуват приложения, които ще се изпълняват върху блокчейна Етериум.
Стабилната криптовалута тетер е пример за приложение, което работи на Етериум.